# Escalloniaceae
Die Escalloniaceae, selten Eskalloniengewächse genannt, sind die einzige Pflanzenfamilie der Ordnung Escalloniales innerhalb der Bedecktsamigen Pflanzen. Die Arten dieser Familie kommen auf Réunion, im östlichen Himalaya, vom südlichen China bis nordöstlichen Australien und Neuseeland, in Zentral- und Südamerika vor. Die Familie umfasst sieben bis neun Gattungen mit etwa 130 Arten. Escallonia-Arten und ihre Sorten werden als Zierpflanzen in Parks und Gärten verwendet; sie sind in Mitteleuropa nicht winterhart.

## Beschreibung

### Vegetative Merkmale
Es ist eine sehr vielgestaltige Familie. Die meisten Arten wachsen als Bäume oder selbständig aufrechte Sträucher, oder selten als einjährige krautige Pflanzen (Eremosyne). Alle Pflanzenteile sind unbehaart. Sie sind meist immergrün. Die wechselständig und spiralig, gegenständig oder wirtelig (Tribeles australis) angeordneten Laubblätter sind gestielt, einfach, krautig bis ledrig oder fleischig. Sie weisen eine Fiedernervatur auf. Die Blattränder sind gekerbt, gesägt oder drüsig gezähnt bis mehr oder weniger gelappt. Nebenblätter fehlen.

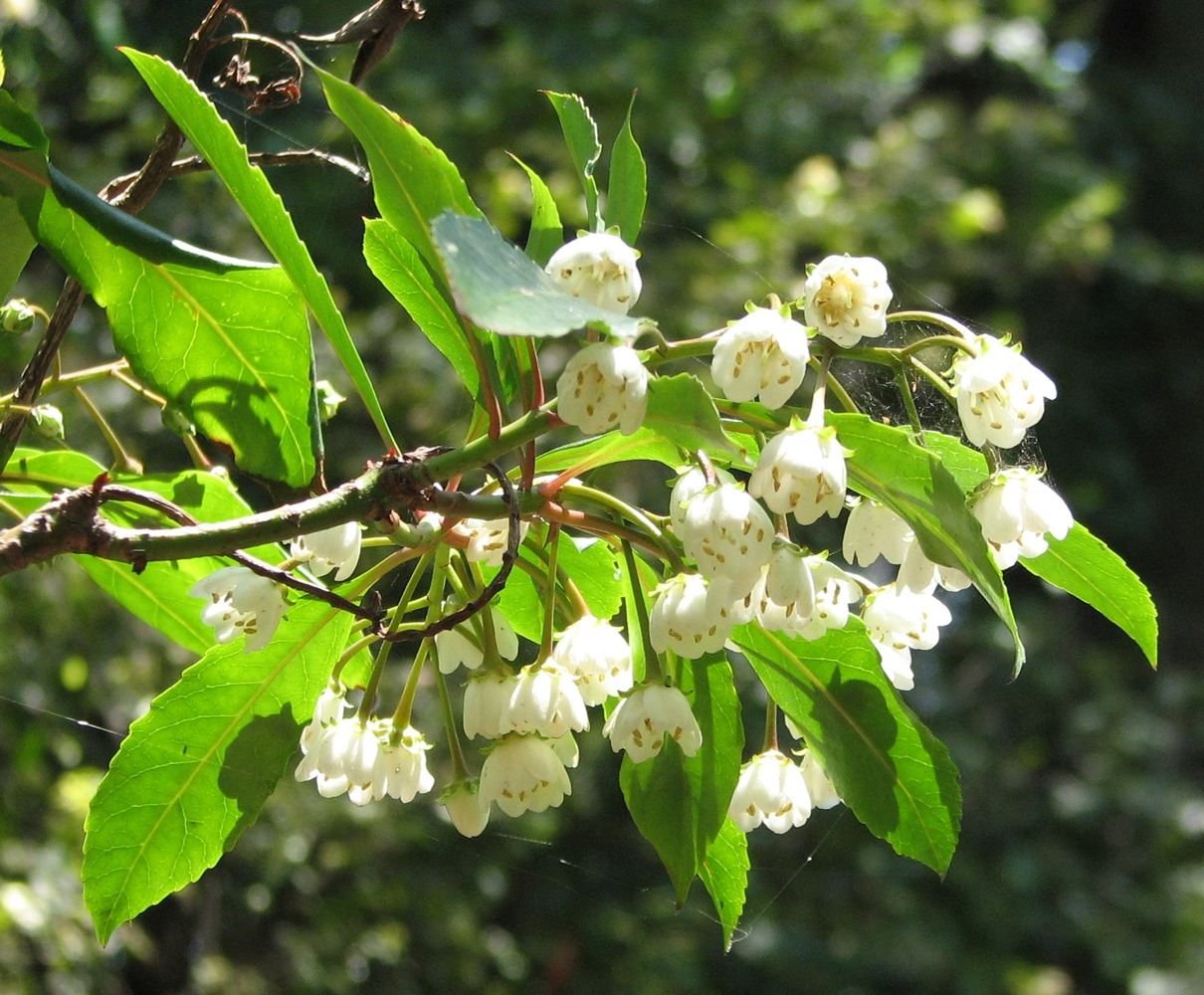
Anopterus macleayanus

### Generative Merkmale
Die Blüten stehen in seiten- oder endständigen, zymösen oder traubigen Blütenständen zusammen. Bei Tribeles australis stehen die kleinen Blüten endständig und einzeln. Es sind Tragblätter vorhanden.
Die zwittrigen, radiärsymmetrischen Blüten sind (vier- bis neun-) meist fünfzählig mit doppeltem Perianth. Die (vier bis neun) meist fünf haltbaren Kelchblätter überdecken sich dachziegelig oder berühren sich nur und können frei oder verwachsen sein. Die (vier bis neun) meist fünf Kronblätter sind meist frei; oder röhrig verwachsen mit einer nur kurzen Kronröhre und deutlich längeren Kronlappen. Die manchmal genagelten Kronblätter überdecken sich dachziegelig oder berühren sich nur. Es ist ein Diskus vorhanden. Es sind ein oder zwei Kreise mit je (vier bis sechs) meist fünf freien Staubblätter vorhanden. Nur ein Kreis (es ist der innere) enthält fertile Staubblätter; wenn ein zweiter vorhanden ist, besteht er aus Staminodien. Es sind ein bis sechs aufrechte, ober- bis unterständige Fruchtblätter vorhanden. Sie sind frei oder zu einem Fruchtknoten verwachsen. In jedem Fruchtblatt sind eine bis viele bitegmische Samenanlagen vorhanden. Es sind ein bis sechs lange Griffel vorhanden, die in einer kleinen Narbe enden.
Es werden Kapselfrüchte oder Beeren gebildet, die oft viele Samen enthalten. Anopterus besitzt geflügelte Samen. Der Embryo ist lang.

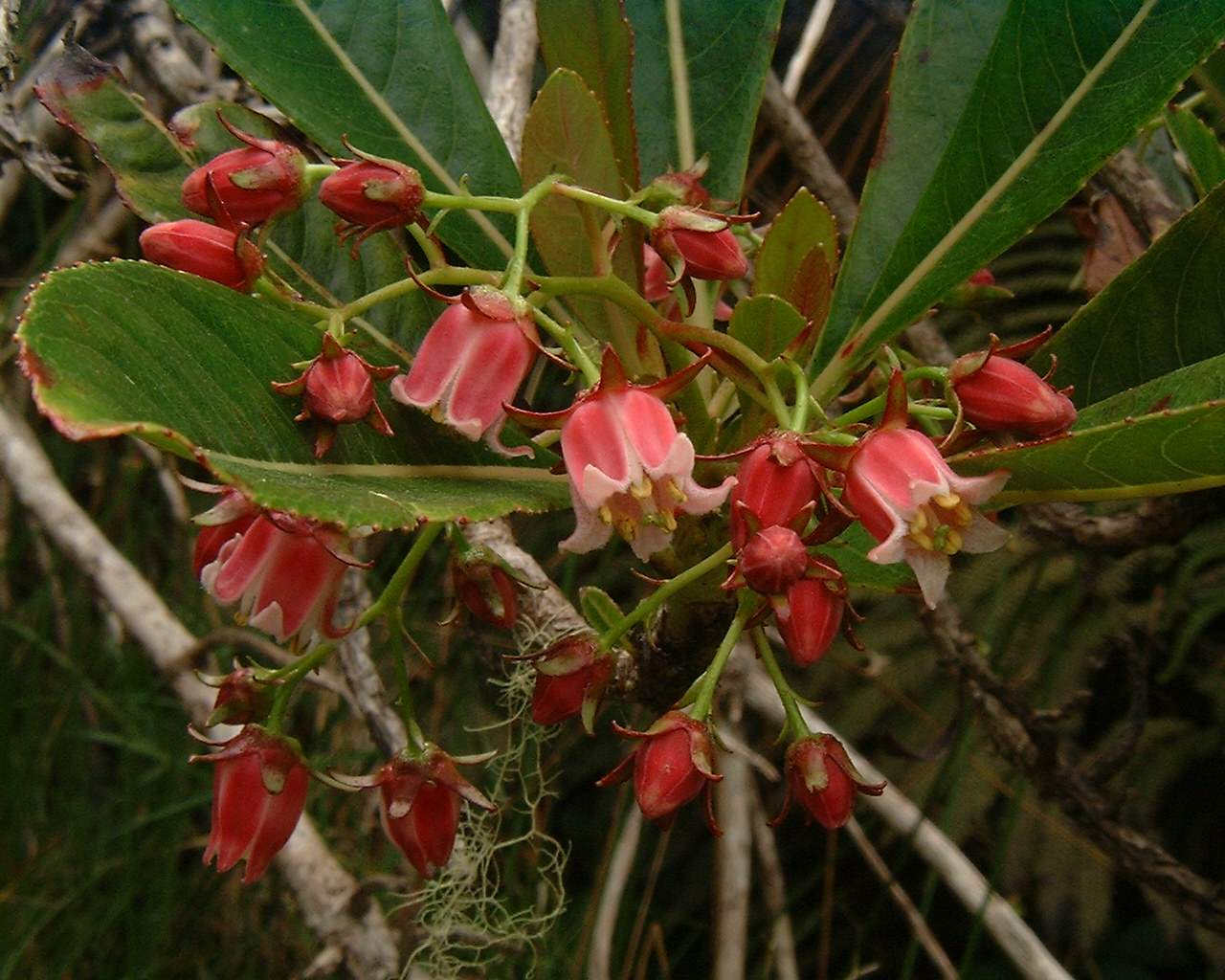
Blütenstand von Forgesia racemosa

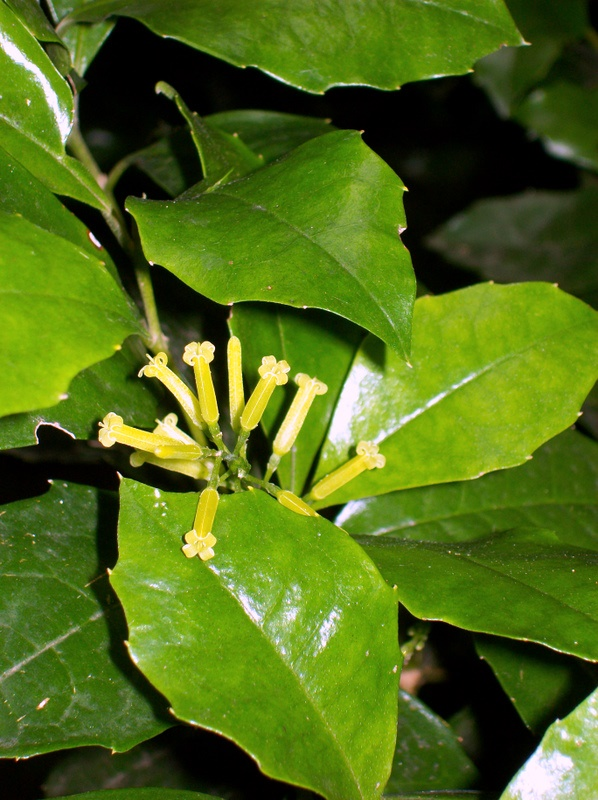
Polyosma cunninghamii

## Systematik
Die Escalloniales werden innerhalb der Asteriden in die Gruppe der Euasteriden II gestellt, ihre genaue Position ist jedoch noch nicht bekannt. Möglicherweise ist sie die Schwestergruppe der Asterales oder aller Euasteriden II mit Ausnahme der Asterales und Aquifoliales.
Der Familienname Escalloniaceae wurde 1829 von Robert Brown in Barthélemy Charles Joseph Dumortier: Analyse des familles des plantes, …: 35, 37 veröffentlicht. Typusgattung ist Escallonia Mutis ex L. f.
Nach der Angiosperm Phylogeny Group III werden die Familien Eremosynaceae, Polyosmaceae und Tribelaceae in die Escalloniaceae inkludiert.
Die Familie der Escalloniaceae umfasst sechs bis neun Gattungen mit etwa (wenn Polyosma nicht dazu gehört, 70 bis) 130 Arten:
- Anopterus Labill.: Mit zwei Arten:
  - Anopterus glandulosus Labill.: Sie kommt in Tasmanien vor.
  - Anopterus macleayanus F.Muell.: Sie kommt in Australien in New South Wales und Queensland vor.
- Eremosyne Endl.: Sie enthält nur eine Art:
  - Eremosyne pectinata Endl.: Sie kommt im südwestlichen Australien vor.
- Escallonia Mutis ex L.f.: Die etwa 40 Arten gedeihen hauptsächlich in den südamerikanischen Anden.
- Forgesia Comm. ex Juss.: Sie enthält nur eine Art:
  - Forgesia racemosa J.F.Gmel.: Sie kommt nur auf Réunion vor.
- Polyosma Blume: Die etwa 60 Arten sind im östlichen Himalaya, südlichen China bis nordöstlichen Australien und Neukaledonien verbreitet. Sie bildet bei manchen Autoren eine eigene Familie Polyosmaceae.
- Tribeles Phil.: Sie enthält nur eine Art.
  - Tribeles australis Phil.: Sie kommt in Südamerika vor.
- Valdivia Gay ex J.Rémy: Sie enthält nur eine Art:
  - Valdivia gayana J.Rémy: Die Heimat ist Chile.

## Weiterführende Literatur
- Johannes Lundberg: Phylogenetic Studies in the Euasterids II: with Particular Reference to Asterales and Escalloniaceae. Dissertation, Uppsala University, Biology, Department of Evolutionary Biology, Department of Systematic Botany, 2001, ISBN 91-554-5191-8, PDF-Datei; 0,9 MB.